# Josef Fink (Archäologe)
Josef Fink (* 1. März 1912 in Bottrop; † 25. Oktober 1984 in Rom) war ein deutscher Klassischer und Christlicher Archäologe.
Fink studierte Klassische Archäologie, Klassische Philologie, Geschichte und Germanistik an den Universitäten Heidelberg, Athen, Berlin und München. 1938 wurde er bei Ernst Buschor mit der Dissertation Die Haartracht der Griechen in der ersten Hälfte des ersten Jahrtausends vor Christus promoviert. Danach war er kurzzeitig bis zum Kriegsdienst 1939–1945 Assistent bei Gerhart Rodenwaldt am Archäologischen Institut der Universität Berlin. Nach 1945 wurde er Assistent an der Universität Münster, wo er seit 1949 auch Lateinkurse abhielt. 1951 wurde er mit der Habilitationsschrift Noe der Gerechte in der frühchristlichen Kunst in Klassischer Archäologie habilitiert. 1958 wurde er außerplanmäßiger Professor, 1962 Wissenschaftlicher Rat und beamteter Professor für Klassische Archäologie mit besonderer Berücksichtigung der Spätantike. 1977 wurde er pensioniert und lehrte danach als Lehrbeauftragter, seit 1982 als Honorarprofessor an der Universität Salzburg. Sein Hauptforschungsgebiet waren die römischen Katakomben.